# أرتور أفيليس سوسا
أرتور أفيليس سوسا (بالإسبانية: Arturo Avilés Sosa)‏ هو لاعب كرة قدم مكسيكي في مركز الدفاع، ولد في 26 أبريل 1961 في مدينة مكسيكو في المكسيك، وتوفي في 4 مارس 2019. لعب مع نادي تيكوس.